# Korissia (Kea)
Korissia (griechisch Κορησσία (f. sg.)) ist der Hafenort der griechischen Kykladeninsel und Gemeinde Kea. Zusammen mit einigen kleineren Siedlungen und der unbewohnten Insel Makronisos bildet Korissia im Nordwesten der Insel die gleichnamige Ortsgemeinschaft (Topiki Kinotita Korissias Τοπική Κοινότητα Κορησσίας). Der Ort liegt im südlichen Teil der sehr geschützten Doppelbucht von Agios-Nikolaos und wird auch – wie die stark zersiedelte Küstenebene – Livadi (Λιβάδι ‚Wiese‘) genannt. Der Hafen wird durch eine mächtige Betonmole gesichert.

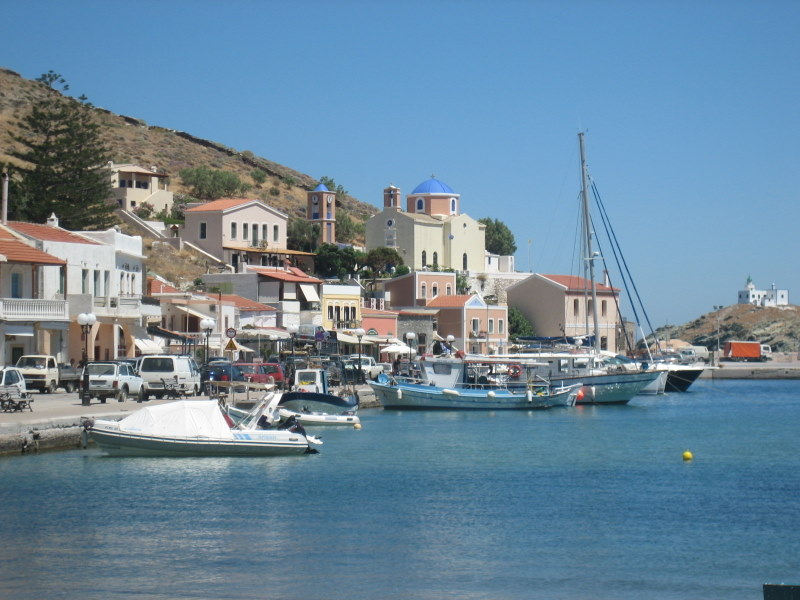
Der Hafen von Korissia

Der Ort wirkt trotz der vielen weißen Häuser in Würfelarchitektur aufgrund der roten Ziegeldächer wenig kykladisch. Auffallend ist die rote Kuppel der Dreifaltigkeitskirche (Agia Triada Αγία Τριάδα). In einem Schrein byzantinischen Kunsthandwerks werden dort die Reliquien dreier Heiliger aufbewahrt.
Ein Blickfang im Ortsbild ist der 45 m hohe Schornstein einer verfallenden Fabrik, wo Emailgeschirr hergestellt wurde. Die einzige griechische Emaille-Fabrik war von 1927 bis 1957 in Betrieb und war sowohl in finanzieller wie auch in sozialer Sicht von großer Bedeutung für die Einwohner Keas. Sie war die größte Fabrik ihrer Art im Mittelmeerraum. Ungefähr 300 Menschen wurden in der Fabrik beschäftigt. Vor Kriegsausbruch wurden hauptsächlich Haushaltsgeräte und Schilder (Straßenschilder, Werbeschilder) hergestellt.
1936 kam der erste staatliche Auftrag zur Herstellung von Helmen und Trinkflaschen für das Militär. Von 1939 bis 1941 wurde ausschließlich für die Kriegsindustrie produziert.
1957 musste die Fabrik den Betrieb stilllegen. 1991 wurde die Fabrik vom zuständigen Amt für Monumente unter Denkmalschutz gestellt. Im Jahre 2002 gründete eine kleine Gruppe ehemaliger Arbeiter den Verein der Freunde der Emaille-Fabrik. Nach mühsamer Suche konnte der Verein viele Maschinenteile, Produktionspläne und Produkte erwerben. Ziel des Vereins der Freunde der Emaille-Fabrik ist es, auf dem Gelände der Fabrik eine Ausstellungsstätte zu gründen.
Im modernen Zentrum der Insel laufen alle Straßen zusammen und es gibt die meisten Hotels, Pensionen und Tavernen hier. Auch findet sich hier die Mehrzahl der Agenturen, ein großer Supermarkt und weitere Einzelhandelsgeschäfte.
Fährverbindungen bestehen nach Lavrio sowie nach Kythnos und – vor allem im Sommer – weiteren Inseln der westlichen Kykladen.

## Geschichte
Die älteste nachweisbare Siedlung um Korissa ist Agia Irini auf einer heute kleinen Halbinsel im Norden der Agios-Nikolaos-Bucht. Die Stadt stammt aus der Keros-Syros-Kultur der Epoche FK II der Kykladenkultur ab 2500 v. Chr.
Südlich des heutigen Ortes befinden sich am Hang, der in einer auffälligen Felskuppe aus kompaktem, dunklen Dolomit gipfelt, die Reste der antiken Stadt Korissía. Die Bucht wurde schon damals als Hafen genutzt. Auch die Ptolemäer nutzten den Hafen um 200 v. Chr. und nannten ihn Arsinoe. Von der Siedlung haben sich die Stadtmauer und Reste eines Tempels erhalten. Bereits zu Strabons Zeit, etwa um die Zeitwende, existierte die dortige Stadt jedoch nicht mehr.
Der Hafen in der Agios-Nikolaos-Bucht war aber weiterhin bedeutend. Während der osmanischen Herrschaft war der Hafen Hauptstützpunkt der Levante-Schifffahrt der europäischen Staaten, von denen viele auf Kea Konsulate unterhielten.
In Korissía waren 1974 für kurze Zeit die Führer der gestürzten Obristenjunta interniert, bevor der Prozess in Athen begann.

## Ortsgemeinschaft Korissia
Nach der Volkszählung von 2011 zählt die Ortsgemeinschaft 1.049 Einwohner, die sich auf folgende Dörfer und Siedlungen verteilen:
- Korissia (Κορησσία (f. sg.)), 711 Einwohner
- Fotimari (Φωτημάρι (n. sg.)), 11 Einwohner
- Kalamos (Κάλαμος (m. sg.)), 6 Einwohner
- Koukouvagia (Κουκουβαγιά (f. sg.)), 32 Einwohner
- Marades (Μαράδες (m. pl.)), 8 Einwohner
- Mavro (Μαύρο (f. sg.)), 35 Einwohner
- Melissaki (Μελισσάκι (n. sg.)), unbewohnt
- Makronisos (Μακρόνησος (f. sg.)), 9 Einwohner
- Mylopotamos (Μυλοπόταμος (m. sg.)), 28 Einwohner
- Otzias (Οτζιάς (m. sg.)), 87 Einwohner
- Vourkari (Βουρκάρι (n. sg.)), 121 Einwohner
- Xyla (Ξύλα (n. pl.)), 1 Einwohner